# Râul Valea cu Cale, Sbârcioara
Râul Valea cu Cale este un afluent al râului Sbârcioara. 

## Hărți
- Harta județului Brașov